# Зимин, Александр Александрович
Алекса́ндр Алекса́ндрович Зими́н (22 февраля 1920, Москва — 25 февраля 1980, там же) — советский историк-археограф, исследователь русского средневековья. Доктор исторических наук (1959), профессор (1972).

## Биография
Мать была дочерью капитана Василия Петровича Миронова, а бабушка по материнской линии — графиня Лидия Андреевна Каменская, из рода графов Каменских. Отец умер во время Гражданской войны от тифа (1919), ещё до рождения сына. Мальчика воспитывал отчим, зубной врач.
В 1938—1941 годах учился на историческом факультете МГУ, но, в связи с эвакуацией вуза во время Великой Отечественной войны, окончил историко-филологический факультет Среднеазиатского университета (1942). Позднее обучался в аспирантуре Института истории АН СССР, которую окончил в 1947 году.
Кандидат исторических наук (1947; диссертация посвящена землевладению и хозяйству Иосифо-Волоколамского монастыря в конце XV — начале XVIII веков; официальные оппоненты А. А. Новосельский и Л. В. Черепнин).
Доктор исторических наук (1959, диссертация «И. С. Пересветов и его современники»; официальные оппоненты Н. Н. Воронин, Н. К. Гудзий и В. И. Шунков).
С 1947 года — младший научный сотрудник, с 1951-го — старший научный сотрудник Института истории АН СССР. По совместительству работал в Московском государственном историко-архивном институте: старший преподаватель (1947—1950), доцент (1950—1970), профессор (1970—1973).
Один из авторов и редакторов многотомных трудов: «История Москвы» (т. 1, 1952 год); «Очерки истории СССР. Период феодализма. Конец XV — начало XVII в.» (1955); «Всемирная история» (т. 4, 1958 год); «История СССР с древнейших времён до наших дней» (т. 2, 1966 год). Редактор и составитель многих сборников исторических документов, а также собрания сочинений В. О. Ключевского.
В последние годы работал над мемуарами «Храм науки» и историко-генеалогическим исследованием «Сумерки и надежды», посвящённым роду графов Каменских и их потомству. По словам своих учеников,

При жизни Зимин по печальной российской традиции не был избалован официальным признанием. Во всяком случае семь написанных им монографий остались неизданными.
— Кобрин В. Б., Лурье Я. С., Хорошкевич А. Л. Послесловие // Зимин А. А. Витязь на распутье: феодальная война в России XV в. — М.: Мысль, 1991 — С. 212.
Первым браком А. А. Зимин был женат на своей сокурснице Анне Васильевне Новской (ум. 1944); вторая жена — историк Валентина Григорьевна Зимина (урождённая Лапшина; 1923—2013), сыгравшая большую роль в посмертном издании трудов супруга. Дочь учёного Наталья — начальник отдела производственной практики РГГУ, замужем за историком В. П. Козловым.
Похоронен на Ваганьковском кладбище.
Один из номеров журнала «Russian History / Histoire Russe» за 1998 год был издан как «фестшрифт» в честь Александра Александровича Зимина.

## Научная деятельность
А. А. Зимин — автор многочисленных работ по истории России XI—XVIII веков; специалист по проблемам социально-политической истории, истории общественной мысли, историографии и источниковедения. Создатель научной школы.
Учёный считал, что опричнина была направлена против трёх очагов феодального сепаратизма, которые могли представлять угрозу царскому самодержавию — Старицкого удела, церкви и Новгорода. Выступал как против апологетики политического курса Ивана Грозного, так и против того, чтобы представлять этот курс следствием исключительно маниакального психоза царя.
В последних работах пришёл к выводу о том, что процесс централизации в средневековой Руси носил противоречивый характер. Признавая историческую закономерность централизации и её положительные стороны, обращал внимание на тяжёлые последствия роста самодержавия, подавлявшего свободолюбивые устремления народа, ликвидировавшего политические свободы. Отошёл от «промосковской» интерпретации хода и результатов династической борьбы на Руси. Был склонен рассматривать участвовавших в феодальной войне XV века галицких князей как носителей определённого прогрессивного начала, как представителей некой демократической вольницы, за которыми стояло население, ещё не подчинившееся московскому диктату, например, жители Вятской земли.

### Версия происхождения «Слова о полку Игореве»
Зимин разработал концепцию о времени создания «Слова о полку Игореве» и его авторе, согласно которой это произведение было написано в 1780-х годах российским духовным писателем архимандритом Иоилем (Быковским) и является выдающейся имитацией памятника древнерусской литературы. Он считал, что произведение в то время откликалось на актуальные политические проблемы и могло восприниматься как «призыв к присоединению Крыма и победоносному окончанию русско-турецкой войны». По мнению Зимина, источниками «Слова» стали «Задонщина», русские летописи (по преимуществу Ипатьевская), памятники русского, украинского и белорусского фольклора. Версия Зимина опирается на его трактовку текстологической проблемы соотношения «краткой» и «пространной» редакции Задонщины, которую он детально разрабатывал на протяжении многих лет.
Свою концепцию изложил в книге «„Слово о полку Игореве“. Источники, время написания, автор», изданной на ротапринте тиражом 101 экземпляр и розданной (с условием возврата) участникам дискуссии, состоявшейся в Отделении истории АН СССР 4—6 мая 1964 года. Большинство участников дискуссии не согласилось с точкой зрения Зимина, а его работа в советское время так и не была опубликована, что было связано с административным запретом (поддержанным академиками Д. С. Лихачёвым и Б. А. Рыбаковым), притом, что ряд оппонентов Зимина заявили, что его исследование носило серьёзный аргументированный характер и имело право на публикацию. До конца жизни историк продолжал придерживаться своей точки зрения, дополняя текст рукописи, учтя также относящиеся к данной проблематике публикации 60-х и 70-х годов. Частично концепция Зимина изложена в его статьях, посвящённых «Слову о полку Игореве». Окончательный вариант книги о «Слове…» (расширенный почти в два раза по сравнению с ротапринтным изданием), был опубликован лишь в 2006 году тиражом 800 экземпляров.

## Оценки
Зимин был и остаётся гордостью советской и российской исторической науки. Учёный с огромным творческим потенциалом, широчайшим кругозором и редкой научной интуицией, он вызывал уважение и восхищение как своими трудами, так и своей личностью. Обладая ярко выраженным холерическим темпераментом, Зимин буквально «горел» жаждой творчества… Зимин был «учёным с мировым именем» в полном смысле этого слова. Не только российские, но и иностранные коллеги относились к нему с глубочайшим почтением, я бы сказал, с преклонением, а также с большой душевной теплотой. Ценились его труды, ценилась его эрудиция, острота мысли, остроумие, раскованность, искренность и желание помочь.— Каштанов С. М. Зимин Александр Александрович // Историки России: биографии / сост. А. А. Чернобаев. — М.: РОССПЭН, 2001. — С. 813.
Про себя Зимин отмечал: «Я привык уже ничего не брать на веру, а самому проверять факты и доискиваться истины».

## Основные труды

### Книги
- Зимин А. А. И. С. Пересветов и его современники: очерки по истории русской общественно-политической мысли середины XVI в.. — М.: Изд-во АН СССР, 1958. — 498 с.
- Зимин А. А. Методика издания древнерусских актов. — М.: МГИАИ, 1959. — 64 с.
- Зимин А. А. Русская публицистика конца XV — XVI в. — М.: МГИАИ, 1959. — 55 с.
- Зимин А. А. Реформы Ивана Грозного: очерки социально-экономической и политической истории России середины XVI в.. — М.: Соцэкгиз, 1960. — 511 с.
- Зимин А. А. Русские летописи и хронографы конца XV — XVI в. — М.: МГИАИ, 1960. — 36 с.
- Зимин А. А. Законодательные памятники русского государства конца XV — начала XVII в. — М.: МГИАИ, 1961. — 38 с.
- Зимин А. А. Опричнина Ивана Грозного. — М.: Мысль, 1964. — 535 с.
  - Зимин А. А. Опричнина. — 2-е изд., испр. и доп. — М.: Территория, 2001. — 448 с.
- Зимин А. А. Россия на пороге нового времени (очерки политической истории России первой трети XVI в.). — М.: Мысль, 1972. — 452 с.
- Зимин А. А. Холопы на Руси (с древнейших времен до конца XV в.). — М.: Наука, 1973. — 391 с.
- Зимин А. А. Крупная феодальная вотчина и социально-политическая борьба в России (конец XV—XVI вв.). — М.: Наука, 1977. — 356 с.
- Зимин А. А., Хорошкевич А. Л. Россия времени Ивана Грозного. — М.: Наука, 1982. — 184 с. — (Из истории нашей Родины).
- Зимин А. А. Россия на рубеже XV—XVI столетий (очерки социально-политической истории). — М.: Мысль, 1982. — 333 с.
- Зимин А. А. В канун грозных потрясений: предпосылки первой крестьянской войны в России. — М.: Мысль, 1986. — 331 с.
- Зимин А. А. Формирование боярской аристократии в России во второй половине XV — первой трети XVI в.. — М.: Наука, 1988. — 350 с.
- Зимин А. А. Витязь на распутье: феодальная война в России XV в.. — М.: Мысль, 1991. — 286 с.
- Зимин А. А. Правда Русская. — М.: Древлехранилище, 1999. — 424 с.
- Зимин А. А. Слово о полку Игореве. — СПб.: Дмитрий Буланин, 2006. — 516 с.

### Статьи
- Зимин А. А. Краткие летописцы XV—XVI вв. // Исторический архив. — М.—Л.: Изд-во АН СССР, 1950. — Т. V. — С. 3—39.
- Зимин А. А. Некоторые вопросы периодизации истории СССР феодального периода // Вопросы истории. — 1950. — № 3. — С. 69—76.
- Зимин А. А., Насонов А. Н. О так называемом Троицком списке Новгородской первой летописи // Вопросы истории. — 1951. — № 2. — С. 89—91.
- Бахрушин С. В., Зимин А. А. Просвещение, наука, литература // История Москвы. — М.: Изд-во АН СССР, 1952. — Т. I: Период феодализма XII—XVII вв. — С. 243—264.
- Бахрушин С. В., Зимин А. А. Москва в годы восстания Болотникова // История Москвы. — М.: Изд-во АН СССР, 1952. — Т. I: Период феодализма XII—XVII вв. — С. 303—313.
- Зимин А. А. Уставная грамота князя Всеволода Мстиславича // Академику Борису Дмитриевичу Грекову ко дню семидесятилетия. — М.: Изд-во АН СССР, 1952. — С. 123—131.
- Бахрушин С. В., Зимин А. А. Народы Европейского Севера в IX — первой четверти XIII в. // Очерки истории СССР. Период феодализма IX—XV вв. — Ч. I: IX—XIII вв. — М.: Изд-во АН СССР, 1953. — С. 734—739.
- Бахрушин С. В., Зимин А. А. Народы Севера // Очерки истории СССР. Период феодализма IX—XV вв. — Ч. II: XIV—XV вв. — М.: Изд-во АН СССР, 1953. — С. 455—461.
- Зимин А. А., Королева Р. Г. Документ Разрядного приказа // Исторический архив. — М.: Изд-во АН СССР, 1953. — Т. VIII. — С. 21—60.
- Зимин А. А. О политической доктрине Иосифа Волоцкого // Труды Отдела древнерусской литературы. — М.—Л.: Изд-во АН СССР, 1953. — Т. IX. — С. 159—177.
- Зимин А. А. К истории текста Краткой редакции Русской Правды // Труды Московского государственного историко-архивного института. — М.: Изд-во МГУ, 1954. — Т. 7. — С. 155—208.
- Зимин А. А. Сельское хозяйство. Развитие феодального землевладения и эксплуатации крестьян // Очерки истории СССР. Период феодализма: конец XV — начало XVII в. — М.: Изд-во АН СССР, 1955. — С. 219—236.
- Зимин А. А. Обострение классовой борьбы в середине XVI в. Восстание 1547 г. в Москве // Очерки истории СССР. Период феодализма: конец XV — начало XVII в. — М.: Изд-во АН СССР, 1955. — С. 278—290.
- Бахрушин С. В., Зимин А. А. Правительство компромисса и реформы 50-х годов XVI в. // Очерки истории СССР. Период феодализма: конец XV — начало XVII в. — М.: Изд-во АН СССР, 1955. — С. 291—301.
- Садиков П. А., Зимин А. А. Внутренняя политика в 60-х — первой половине 80-х годов XVI в. Опричнина // Очерки истории СССР. Период феодализма: конец XV — начало XVII в. — М.: Изд-во АН СССР, 1955. — С. 301—321.
- Бахрушин С. В., Зимин А. А. Коми // Очерки истории СССР. Период феодализма: конец XV — начало XVII в. — М.: Изд-во АН СССР, 1955. — С. 640—648.
- Зимин А. А. Состав русских городов XVI в. // Исторические записки. — М.: Изд-во АН СССР, 1955. — Т. 52. — С. 336—347.
- Зимин А. А. «Беседа Валаамских чудотворцев» как памятник позднего нестяжательства // Труды Отдела древнерусской литературы. — М.—Л.: Изд-во АН СССР, 1955. — Т. XI. — С. 198—208.
- Зимин А. А. И. С. Пересветов и его сочинения // Сочинения И. Пересветова. — М.—Л.: Изд-во АН СССР, 1956. — С. 3—27.
- Зимин А. А. Археографический обзор сочинений И. С. Пересветова // Сочинения И. Пересветова. — М.—Л.: Изд-во АН СССР, 1956. — С. 78—120.
- Зимин А. А. И. С. Пересветов и русские вольнодумцы XVI века // Вопросы истории религии и атеизма. — М.: Изд-во АН СССР, 1956. — Т. III. — С. 311—324.
- Зимин А. А. Матвей Башкин — вольнодумец XVI в. // Вопросы истории религии и атеизма. — М.: Изд-во АН СССР, 1956. — Т. IV. — С. 230—245.
- Зимин А. А. Общественно-политические взгляды Федора Карпова // Труды Отдела древнерусской литературы. — М.—Л.: Изд-во АН СССР, 1956. — Т. XII. — С. 160—173.
- Зимин А. А., Преображенский А. А. Изучение в советской исторической науке классовой борьбы периода феодализма в России (до начала XIX века) // Вопросы истории. — 1957. — № 12. — С. 135—160.
- Зимин А. А. К изучению источников Степенной книги // Труды Отдела древнерусской литературы. — М.—Л.: Изд-во АН СССР, 1957. — Т. XIII. — С. 225—230.
- Зимин А. А. Новые списки «Хожения» Афанасия Никитина // Труды Отдела древнерусской литературы. — М.—Л.: Изд-во АН СССР, 1957. — Т. XIII. — С. 437—439.
- Зимин А. А. Состав Боярской думы в XV—XVI веках // Археографический ежегодник за 1957 год. — М.: Изд-во АН СССР, 1958. — С. 41—87.
- Зимин А. А., Сербина К. Н., Пронштейн А. П. Развитие феодально-крепостнических отношений и укрепление централизованного государства в XVI в. // Всемирная история. — М.: Изд-во АН СССР, 1958. — Т. IV. — С. 456—511.
- Зимин А. А. Дело «еретика» Артемия // Вопросы истории религии и атеизма. — М.: Изд-во АН СССР, 1958. — Т. V. — С. 213—232.
- Зимин А. А. Ермолай-Еразм и Повесть о Петре и Февронии // Труды Отдела древнерусской литературы. — М.—Л.: Изд-во АН СССР, 1958. — Т. XIV. — С. 229—233.
- Зимин А. А. О составе дворцовых учреждений Русского государства конца XV и XVI в. // Исторические записки. — М.: Изд-во АН СССР, 1958. — Т. 63. — С. 180—205.
- Зимин А. А. «Приговор» 1555/56 г. и ликвидация системы кормлений в Русском государстве // История СССР. — 1958. — № 1. — С. 178—182.
- Зимин А. А. Некоторые вопросы истории крестьянской войны в России в начале XVII века // Вопросы истории. — 1958. — № 3. — С. 97—113.
- Зимин А. А. Скоморохи в памятниках публицистики и народного творчества XVI века // Из истории русских литературных отношений XVIII—XX веков. — М.—Л.: Изд-во АН СССР, 1959. — С. 337—343.
- Зимин А. А. Русские географические справочники XVII в. (из сборника в Собрании Московской духовной академии) // Записки отдела рукописей. — М.: ГБЛ, 1959. — Вып. 21. — С. 220—231.
- Зимин А. А. Из истории поместного землевладения на Руси // Вопросы истории. — 1959. — № 11. — С. 130—142.
- Зимин А. А. К изучению взглядов И. С. Пересветова // Труды Отдела древнерусской литературы. — М.—Л.: Изд-во АН СССР, 1960. — Т. XVI. — С. 639—646.
- Зимин А. А. Доктор Николай Булев — публицист и ученый медик // Исследования и материалы по древнерусской литературе. — М.: Изд-во АН СССР, 1961. — С. 78—86.
- Зимин А. А. Новгород и Волоколамск в XI—XV веках // Новгородский исторический сборник. — Новгород: Новгородская правда, 1961. — С. 97—116.
- Zimin A. A. Schlözer und die russische Chronistik (нем.) // Lomonosov — Schlözer — Pallas: Deutsch-Russische Wissenschaftsbeziehungen im 18. Jahrhundert. — Berlin: Akademie-Verlag, 1962. — S. 132—137.
- Зимин А. А. Когда Курбский написал «Историю о великом князе Московском»? // Труды Отдела древнерусской литературы. — М.—Л.: Изд-во АН СССР, 1962. — Т. XVIII. — С. 305—308.
- Зимин А. А. Земельная политика в годы опричнины (1565—1572 гг.) // Вопросы истории. — 1962. — № 12. — С. 60—79.
- Зимин А. А. Хронологический перечень актов архива Суздальского Спасо-Ефимьева монастыря // Археографический ежегодник за 1962 год. — М.: Изд-во АН СССР, 1963. — С. 366—396.
- Зимин А. А. Переписка старцев Иосифо-Волоколамского монастыря с Василием III // Лингвистическое источниковедение. — М.: Изд-во АН СССР, 1963. — С. 131—135.
- Зимин А. А. Рукописи Евфимия Туркова и письмо Марины Турковой // Лингвистическое источниковедение. — М.: Изд-во АН СССР, 1963. — С. 136—139.
- Зимин А. А. О монетной реформе правительства Елены Глинской // Нумизматика и эпиграфика. — М.: Изд-во АН СССР, 1963. — Т. IV. — С. 245—250.
- Зимин А. А. Митрополит Филипп и опричнина // Вопросы истории религии и атеизма. — М.: Изд-во АН СССР, 1963. — Т. XI. — С. 269—292.
- Зимин А. А. К изучению фальсификации актовых материалов в Русском государстве XVI—XVII вв. // Труды Московского государственного историко-архивного института. — М.: МГИАИ, 1963. — Т. 17. — С. 399—428.
- Зимин А. К поискам библиотеки московских государей // Русская литература. — 1963. — № 4. — С. 124—132.
- Zimin A. Das «Lied von Zorn Groznyjs auf seinem Sohn» (нем.) // Zeitschrift für Slawistik. — 1964. — Bd. 9, H. 1. — S. 45—65.
- Зимин А. А. Отголоски событий XVI в. в фольклоре // Исследования по отечественному источниковедению: сб. статей, посвященных 75-летию проф. С. Н. Валка. — М.—Л.: Наука, 1964. — С. 404—414. — (Труды ЛОИИ. — Вып. 7).
- Зимин А. Новое об опричнине // Наука и жизнь. — 1964. — № 1. — С. 60—64.
- Зимин А. А. Вспомогательные исторические дисциплины и их роль в работе историков-архивистов // Труды научной конференции по вопросам архивного дела в СССР. — М., 1965. — Т. I. — С. 124—132.
- Зимин А. А. Основные этапы и формы классовой борьбы в России конца XV — XVI века // Вопросы истории. — 1965. — № 3. — С. 38—52.
- Зимин А. А. Из истории феодального землевладения в Волоцком удельном княжестве // Культура Древней Руси: посвящается 40-летию научной деятельности Николая Николаевича Воронина. — М.: Наука, 1966. — С. 71—78.
- Зимин А. А. Новые документы по истории местного управления в России первой половины XVI в. // Археографический ежегодник за 1965 год. — М.: Наука, 1966. — С. 342—353.
- Зимин А. А. Укрепление Российского государства. Народы Поволжья и Приуралья в XVI в. // История СССР с древнейших времен до наших дней. — М.: Наука, 1966. — Т. II. — С. 142—182.
- Зимин А. А. Опричнина и Ливонская война // История СССР с древнейших времен до наших дней. — М.: Наука, 1966. — Т. II. — С. 183—210.
- Зимин А. А. Восстание Болотникова // История СССР с древнейших времен до наших дней. — М.: Наука, 1966. — Т. II. — С. 253—268.
- Зимин А. А., Корецкий В. И., Тихонов Ю. А., Хорошкевич А. Л., Черепнин Л. В. Культура русского народа в XIII — первой половине XVII в. // История СССР с древнейших времен до наших дней. — М.: Наука, 1966. — Т. II. — С. 253—268.
- Зимин А. А., Преображенский А. А. Изучение истории феодализма в России // Очерки истории исторической науки в СССР. — М.: Наука, 1966. — Т. IV. — С. 271—308.
- Зимин А. Приписка к Псковскому Апостолу 1307 года и «Слово о полку Игореве» // Русская литература. — 1966. — № 2. — С. 60—74.
- Зімін О. О. Устав про холопів — пам’ятка з історії холопства в Київській Русі (укр.) // Український історичний журнал. — 1966. — № 7. — С. 48—60.
- Зимин А. А. События 1499 г. и борьба политических группировок при дворе Ивана III // Новое о прошлом нашей страны: памяти академика М. Н. Тихомирова. — М.: Наука : Главная редакция восточной литературы, 1967. — С. 91—103.
- Зимин А. А., Корецкий В. И. Борьба за подчинение церкви государству. Учреждение патриаршества // Церковь в истории России (IX в. — 1917 г.): критические очерки. — М.: Наука, 1967. — С. 110—125.
- Сахаров А. М., Зимин А. А., Грекулов Е. Ф. Церковная реформа и раскол // Церковь в истории России (IX в. — 1917 г.): критические очерки. — М.: Наука, 1967. — С. 145—161.
- Зимин А. А. Отпуск холопов на волю в Северо-Восточной Руси XIV—XV вв. // Крестьянство и классовая борьба в феодальной России: сб. статей памяти И. И. Смирнова. — Л.: Наука, 1967. — С. 55—71. — (Труды ЛОИИ. — Вып. 9).
- Зимин А. Спорные вопросы текстологии «Задонщины» // Русская литература. — 1967. — № 1. — С. 84—104.
- Зимин А. Когда было написано «Слово»? // Вопросы литературы. — 1967. — № 3. — С. 135—150.
- Зимин А. А. Проблемы истории России XVI в. в свете ленинской концепции истории русского феодализма // В. И. Ленин и историческая наука. — М.: Наука, 1968. — С. 317—329.
- Зимин А. Федор Карпов, русский гуманист XVI века // Прометей: историко-биографический альманах серии «Жизнь замечательных людей». — М.: Молодая гвардия, 1968. — Т. 5. — С. 364—370.
- Зимин А. А. «Слово о полку Игореве» и восточнославянский фольклор // Русский фольклор: материалы и исследования. — М.—Л.: Наука, 1968. — Т. XI: Исторические связи в славянском фольклоре. — С. 212—224.
- Зимин А. А. «Сказание о Мамаевом побоище» и «Задонщина» // Археографический ежегодник за 1967 год. — М.: Наука, 1969. — С. 41—58.
- Зимин А. А. Трудные вопросы методики источниковедения Древней Руси // Источниковедение: теоретические и методические проблемы. — М.: Наука, 1969. — С. 427—449.
- Зимин А. А. Участник взятия Казани в 1552 г. литвин Размысл Петров // Вопросы военной истории России: XVIII и первая половина XIX веков. — М.: Наука, 1969. — С. 273—278.
- Зимин А. А. Источники по истории местничества в XV — первой трети XVI в. // Археографический ежегодник за 1968 год. — М.: Наука, 1970. — С. 109—118.
- Зимин А. А., Копанев А. И. Материалы по истории Вымской и Вычегодской земли конца XVI в. // Материалы по истории Европейского Севера СССР: Северный археографический сборник. — Вологда, 1970. — Вып. I. — С. 432—486.
- Зимин А. А. Из текстологии Кирилло-Белозерского списка «Задонщины» // Вспомогательные исторические дисциплины. — Л.: Наука, 1970. — Т. III. — С. 233—249.
- Зимин А. А. Новое о восстании Михаила Глинского в 1508 году // Советские архивы. — 1970. — № 5. — С. 68—73.
- Зимин А. А. Смерды в законодательстве Владимира Мономаха // Исследования по социально-политической истории России: сб. статей памяти Б. А. Романова. — Л.: Наука, 1971. — С. 56—68.
- Зимин А. А. О статье Ю. Лотмана «Об оппозиции честь — слава в светских текстах Киевского периода» // Труды по знаковым системам. — Тарту, 1971. — Т. V: Памяти Владимира Яковлевича Проппа. — С. 464—468. — (Ученые записки Тартуского государственного университета. — Вып. 284).
- Зимин А. А. Максим Грек и Василий III в 1525 г. // Византийский временник. — М.: Наука, 1971. — Т. 32. — С. 61—84.
- Зимин А. А. Античные мотивы в русской публицистике конца XV в. // Феодальная Россия во всемирно-историческом процессе: сб. статей, посвященный Льву Владимировичу Черепнину. — М.: Наука, 1972. — С. 128—138.
- Зимин А. А. О методике изучения повествовательных источников XVI в. // Источниковедение отечественной истории. — М.: Наука, 1973. — Вып. I. — С. 187—211.
- Зимин А. А. Дмитровский удел и удельный двор во второй половине XV — первой трети XVI в. // Вспомогательные исторические дисциплины. — Л.: Наука, 1973. — Т. V. — С. 182—195.
- Зимин А. А. И. И. Болотников и падение Тулы в 1607 г. // Крестьянские войны в России XVII—XVIII веков: проблемы, поиски, решения. — М.: Наука, 1974. — С. 52—64.
- Зимин А. А. К итогам изучения Первой Крестьянской войны в России // Ежегодник по аграрной истории Восточной Европы 1971 г. — Вильнюс: Минтис, 1974. — С. 80—88.
- Зимин А. А. О методике изучения древнерусского летописания // Известия АН СССР. Серия литературы и языка. — 1974. — Т. 33, вып. 5. — С. 454—464.
- Зимин А. А. Наместническое управление в Русском государстве второй половины XV — первой трети XVI в. // Исторические записки. — М.: Наука, 1974. — Т. 94. — С. 271—301.
- Зимин А. А. Служилые князья в Русском государстве конца XV — первой трети XVI в. // Дворянство и крепостной строй России XVI—XVIII вв.: сб. статей, посвященных памяти Алексея Андреевича Новосельского. — М.: Наука, 1975. — С. 28—56. Архивировано 22 марта 2024 года.
- Зимин А. А. Из историографии советского источниковедения («Русская Правда» в трудах С. В. Юшкова) // Проблемы истории общественной мысли и историографии. — М.: Наука, 1976. — С. 275—282.
- Зимин А. А. Суздальские и ростовские князья во второй половине XV — первой трети XVI в. // Вспомогательные исторические дисциплины. — Л.: Наука, 1976. — Т. VII. — С. 56—69.
- Зимин А. А. Выпись о втором браке Василия III // Труды Отдела древнерусской литературы. — Л.: Наука, 1976. — Т. XXX. — С. 132—148.
- Зимин А. А. Первое послание Курбского Ивану Грозному (текстологические проблемы) // Труды Отдела древнерусской литературы. — Л.: Наука, 1976. — Т. XXXI. — С. 176—201.
- Зимин А. А. К изучению реформ «Избранной рады» // История СССР. — 1976. — № 4. — С. 154—159.
- Зимин А. А. Из истории собрания рукописных книг Иосифо-Волоколамского монастыря // Записки отдела рукописей. — М.: Книга, 1977. — Вып. 38. — С. 15—29.
- Зимин А. А. К изучению русских законодательных памятников конца XVI — начала XVII в. // Восточная Европа в древности и Средневековье. — М.: Наука, 1978. — С. 220—231.
- Зимин А. А. Смерть царевича Димитрия и Борис Годунов // Вопросы истории. — 1978. — № 9. — С. 92—111.
- Зимин А. А. Княжеская знать и формирование состава Боярской думы во второй половине XV — первой трети XVI в. // Исторические записки. — М.: Наука, 1979. — Т. 103. — С. 195—241.
- Буганов В. И., Зимин А. А. О некоторых задачах специальных исторических дисциплин в изучении и издании письменных источников по истории русского средневековья // История СССР. — 1980. — № 1. — С. 117—131.
- Зимин А. А. Дворовая тетрадь 50-х годов XVI в. и формирование состава Боярской думы и дворцовых учреждений // Вспомогательные исторические дисциплины. — Л.: Наука, 1981. — Т. XII. — С. 28—47.
- Зимин А. А. Запись о душегубстве // Вспомогательные исторические дисциплины. — Л.: Наука, 1985. — Т. XVII. — С. 133—141.
- Зимин А. А. Текстология Пространной редакции разрядных книг (за 1475—1537 гг.) // Архив русской истории. — М., 1992. — Вып. 2. — С. 149—170.
- Зимин А. А. «Слово о полку Игореве» (фрагменты книги) // Вопросы истории. — 1992. — № 6/7. — С. 103—115.
- Зимин А. А. Храм науки (размышления о прожитом) // Судьбы творческого наследия отечественных историков второй половины XX в. — М.: Аквариус, 2015. — С. 35—383.